# Paracoccidioides lutzii
Paracoccidioides lutzii (лат.) — вид диморфных грибов семейства Ajellomycetaceae, вызывающий наряду с P. brasiliensis паракокцидиоидомикоз у человека. В отличие от P. brasiliensis, распространённого по всей Центральной и Южной Америке, ареал P. lutzii ограничен Бразилией и Эквадором и его вирулентность ниже, чем у P. brasiliensis..

## История открытия
Виды рода Paracoccidioides были открыты бразильским врачом и специалистом по тролическим заболеваниям Адольфо Лутцем в 1908 году в Бразилии. Первоначально гриб P. lutzii был классифицирован как «PB-01-подобный». В 2013 году был выделен как отдельный вид после повторного обнаружения в Центрально-западном регионе Бразилии. 

## Эпидемиология
Вызываемое этим грибом заболевание паракокцидиоидомикоз (южноамериканский бластомикоз) относят к т. н. «пренебрегаемым тропическим болезням».
Увеличение заболеваемости паракокцидиодомикозом в Бразилии, в особенности в штате Рондония, объясняют несколькими причинами, среди которых социально-политические перемены, включая расширение сельскохозяйственных угодий и процесс обезлесения Бразилии, экспансивное развитие поселений и кофейных плантаций